# 蜜蜂與遠雷
《蜜蜂與遠雷》（日语：蜜蜂と遠雷）是日本作家恩田陸所著的長篇小說。第156屆直木三十五獎、第14屆（2017年）書店大獎得獎作品。
改編電影於2019年10月4日在日本上映，由石川慶執導，松岡茉優主演。第44屆報知電影獎最佳影片，第74屆每日電影獎日本電影大獎得獎作品。
外傳短篇小說集《節慶與預感》（祝祭と予感）於2019年10月出版。

## 電影

### 演員列表
- 榮傳亞夜：松岡茉優
- 高島明石：松坂桃李
- 馬薩爾：森崎溫
- 風間塵：鈴鹿央士

## 外部連結
- 小說特設網站（日語）
- 電影的X（前Twitter）（日語）